# Rochechouart (Adelsgeschlecht)

Ante Mare Undae

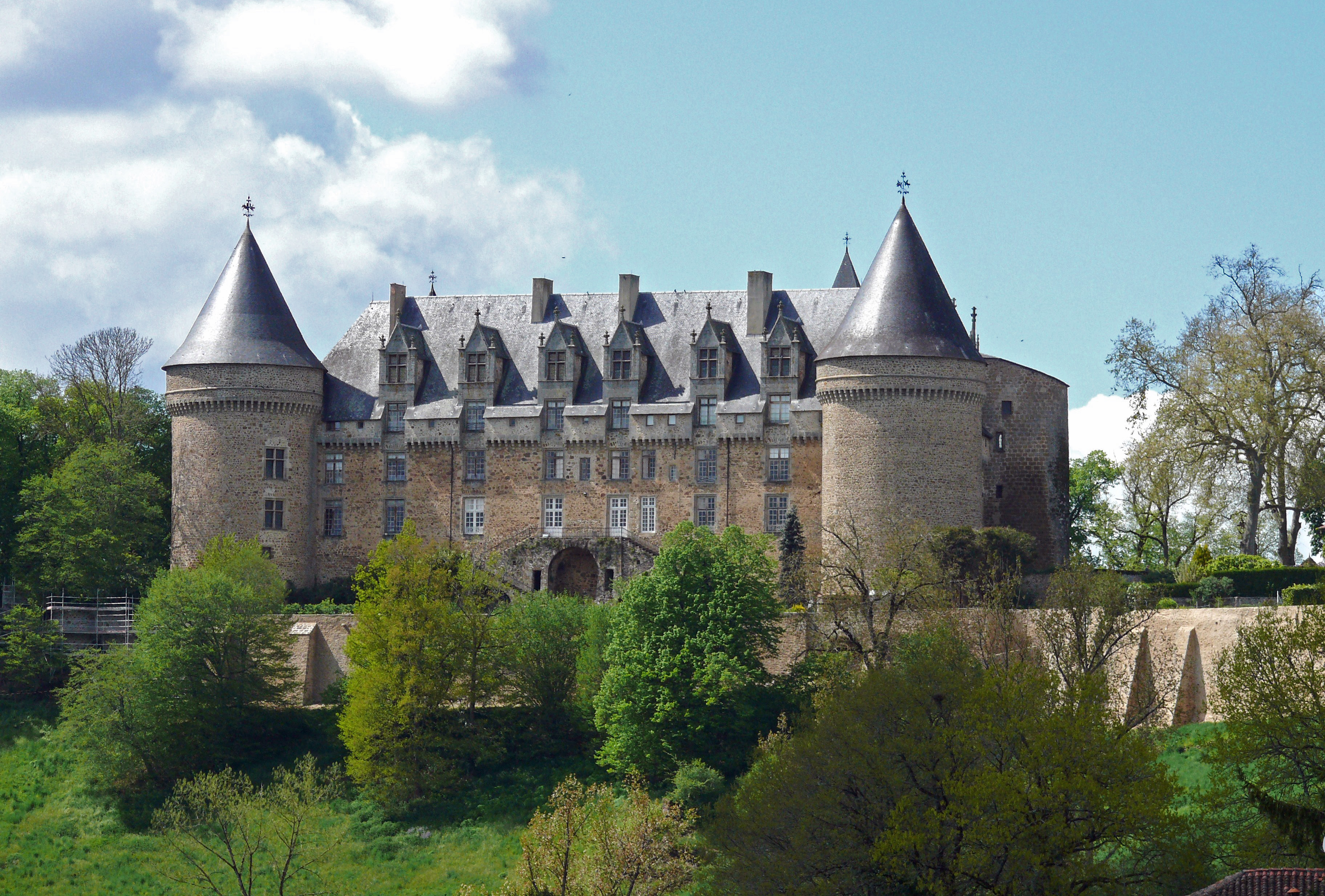
Schloss Rochechouart

Rochechouart ist eine Nebenlinie des Hauses Limoges, die sich bereits um 980 abspaltete. Das Haus Rochechouart ist damit – neben der königlichen Familie – die älteste existierende Adelsfamilie Frankreichs.
Im 13. Jahrhundert teilte sich die Familie erneut auf: die ältere Linie ist die der Vizegrafen von Rochechouart, die jüngere Linie die der Herzöge von Mortemart.
Die bekanntesten Familienmitglieder sind:
- Louis Victor de Rochechouart de Mortemart (1636–1688), Marschall von Frankreich
- Françoise-Athénaïs de Rochechouart de Mortemart, marquise de Montespan (1640–1707), die Mätresse Ludwigs XIV.
- Gabrielle de Rochechouart (1645–1704), Äbtissin von Fontevrault
- Casimir Louis Victurnien de Rochechouart de Mortemart (1787–1875), 1830 Premierminister
- Louis Victor Léon de Rochechouart (1788–1858), Militärgouverneur von Paris
- Marie Adrienne Anne Victurnienne Clémentine de Rochechouart de Mortemart, Herzogin von Uzès (1847–1933), war die erste Frau, die (1898 in Paris) eine Führerscheinprüfung ablegte

## Kurze Stammliste

### Erste Generationen
1. Aimery I., genannt Ostofrancus, Sohn von Géraud de Limoges und Rothilde de Brosse, 1010/19 bezeugt; ⚭ Ave – Vorfahren: siehe Haus Limoges
  1. Aimery II., Vicomte de Rochechouart 1018/48; ⚭ Ermesinde de Champagnac
    1. Aimery III., Vicomte de Rochechouart um 1036/69; ⚭ Alpais de Solignac
      1. Aimery IV., 1089 Vicomte de Rochechouart
        1. Aimery V., 1141 Vicomte de Rochechouart
          1. Aimery VI., Vicomte de Rochechouart; ⚭ Lucie, Dame de Pérusse
            1. Aimery VII., † vor 1255, Vicomte de Rochechouart; ⚭ Alix, Dame de Mortemart, Erbtochter von Guillaume
              1. Aimery VIII., † 1245, Vicomte de Rochechouart; ⚭ Marguerite de Limoges, Tochter von Vicomte Gui V. (Haus Limoges)
                1. Aimery IX., † 1288, Vicomte de Rochechouart – Nachkommen: siehe unten
                2. Guillaume, † vor 1303, Seigneur de Mortemart – Nachkommen: siehe unten
                3. Simon, † 1280, 1275 Erzbischof von Bordeaux

### Die Vicomtes de Rochechouart ab Aimery IX.
1. Aimery IX., † 1288; ⚭ Jeanne d'Angles – Vorfahren: siehe oben
  1. Aimery X.; ⚭ Jeanne de Vivonne
    1. Aimery XI., † vor 1307; ⚭ Germasie de Pons, Tochter von Hélie Rudel I.

  2. Simon, † vor 1318; ⚭ Laure de Rochechouart, Dame de Chabanais et de Confolens
    1. Jean I., X 1356 in der Schlacht von Maupertuis; ⚭ Jeanne de Sully, Tochter von Henri IV., Seigneur de Sully
      1. Louis I., 1356 enterbt, † vor 1383; ⚭ I Marie Vigier; ⚭ II Isabeau de Parthenay
        1. (I) Jean II., † vor 1413); ⚭ Honneur de Mathefelon, Tochter von Thibaut V.
          1. Geoffroy, † 1439/40; ⚭ Marguerite Chenin
            1. Foucaud, † 1472/73; ⚭ Isabeau de Surgères
              1. Anne, † 1486; ⚭ Jean de Pontville, Vicomte de Rochechouart

          2. Jean, † nach 1437; ⚭ Marguerite Tessonde – Nachkommen: die Linie Le Bourdet, siehe unten

      2. Jean, † 1398, 1358 Bischof von Couserans, 1361 Bischof von Saint-Pons, 1362 Erzbischof von Bourges, 1390 Erzbischof von Arles
      3. Ysabelle; ⚭ I Guillaume Aubert, Seigneur de Mourat etc., (Aubert (Familie)); ⚭ II Jean de Villemur; ⚭ III Guillaume Guénaud

  3. Foucaud, † vor 1343, 1317 Bischof von Noyon, 1330 Erzbischof von Bourges

### Die Linien Le Bourdet und Le Chandenier
1. Jean; ⚭ Marguerite Tessonde – Vorfahren: siehe oben
  1. Geoffroy, † nach 1462; ⚭ Isabeau Brachet
    1. Jacques, † 1501; ⚭ I Louise d'Aubusson; ⚭ II Anne de La Trémoille, Tochter von Louis I. Comte de Guînes, Vicomte de Thouars (Haus La Trémoille)
      1. (I) Guy † nach 1496
      2. (I) Bonaventure, † 1508

  2. Jean, † 1484; ⚭ Anne de Chaunay
    1. François, † 1530, 1508/12 Gouverneur von Genua; ⚭ Blanche d'Aumont
      1. Christophe, † 1549; ⚭ I Suzanne de Blézy; ⚭ II Madeleine de Vienne
        1. René, X 1552
        2. Claude, X 1557; ⚭ Jacqueline Baudot
          1. Christophe, X 1569
          2. Louis, X 1590; ⚭ Marie-Sylvie de La Rochefoucauld
            1. Jean-Louis, † 1635; ⚭ Louise de Montberon
              1. François, † 1696, Marquis de Champdeniers; ⚭ Marie Le Loup de Bellenave
                1. Charles, X 1678, Marquis de Bellenave, genannt „Le Comte de Limoges“

              2. Claude-Charles, † 1710

      2. Antoine – Stammvater der Linie Faudoas (siehe unten)

    2. Jean, † 1498, Seigneur de Jars; ⚭ Anne de Bigny – Nachkommen: siehe unten

  3. Jean, † 1468

### Die Linie Faudoas
1. Antoine († nach 1544) – Vorfahren siehe oben
  1. Charles, Baron de Saint-Amand de Faudois
  2. Jacques
    1. Henri (X 1588)
      1. Pierre Béraud
        1. Jean Phoebus († 1683), Marquis de Faudoas
          1. Jean Roger (X 1692), Marquis de Faudoas
          2. Jean Paul († 1696), Marquis de Faudoas

        2. Jean Louis, 1696 Marquis de Faudoas

    2. Jean Louis
      1. Jean-François († 1659), Vicomte de Solac
        1. Jean Joseph; ⚭  Marie de Montesquiou
          1. Charles († 1746), genannt „Le Comte de Clermont“; ⚭ Françoise de Montesquiou
            1. François Charles († 1784), genannt „le Comte de Rochechouart“, Marquis de Faudoas; ⚭ Marie-Françoise de Conflans
              1. Aimery Louis Roger († 1791); ⚭ Madeleine Mélanie Henriette de Barberie de Courteille
                1. Marie; ⚭ Louis Marie Céleste, Duc d’Aumont († 1831)
                2. Rosalie; ⚭ Armand Emmanuel Vignerot du Plessis, Duc de Richelieu († 1822)

              2. Diane-Adélaïde; ⚭ Louis Marie Florent du Châtelet, 1772 Duc du Châtelet († 1793)
              3. Zéphirine-Félicité; ⚭ Jacques François Damas, Marquis d’Antigny († 1811)

            2. Jean-François-Joseph († 1777), Bischof von Laon, Kardinal
            3. Jean-Louis-Roger († 1776), genannt „Le Marquis de Rochechouart“

### Die aktuelle ältere Linie bis zum Ende des 18. Jahrhunderts
1. Jean († 1498), Seigneur de Jars; ⚭ Anne de Bigny – Vorfahren: siehe oben
  1. Guillaume († 1539)
    1. François I.
      1. François II. († 1596)
        1. Gabriel († 1649)
        2. François († 1670), „le Commandant de Jars“

      2. Louis († 1627), Seigneur de Brosse
        1. Louis († 1652)
          1. Isaac Louis († vor 1683)
            1. Louis († 1737)
              1. Louis Esprit
              2. Pierre Jules César († 1781), Bischof von Évreux, Bischof von Bayeux

            2. Alexandre († 1731), genannt „Le Marquis de Jars“

          2. Joseph
            1. Louis Joseph
              1. Joseph Louis; ⚭ Marie-Elizabeth de Daldar
                1. Louis Pierre Jules César († 1801); ⚭ Elisabeth Armide Durey de Morsan

            2. Louis Victor, Comte de Fontaine-Baudan

### Die aktuelle ältere Linie ab dem 19. Jahrhundert
1. Louis Pierre Jules César († 1801); ⚭ Elisabeth Armide Durey de Morsan
  1. Louis-Pierre-François-Victor († 1802)
  2. Louis Victor Léon († 1858), Comte de Rochechouart; ⚭ Elisabeth Ouvrard
    1. Louis-Aimery (1828–1897), Comte de Rochechouart; ⚭ Marie de La Rochejaquelein
      1. Aimery (1862–1942); ⚭ Yvonne de Bruc de Malestroit
        1. Antoine (1901–1968); ⚭ Charlotte Lepic
          1. Aimery (* 1925); ⚭ Marie Odette Le Loup de Sancy
            1. Aimery (* 1950); ⚭ Nathalie Fritel
              1. Thomas (* 1977)
              2. Marie (* 1988)
              3. Alice (* 1989)

          2. Guy (1925–1980)

### Die Linie Mortemart
1. Guillaume, Sohn von Aimery VIII., Vicomte de Rochechouart, und Marguerite de Limoges († 1272) – Vorfahren: siehe oben
  1. Guillaume († 1292)
  2. Foucault († 1338); ⚭ Almodie de Montrocher
    1. Aimery (X 1353); ⚭ Ayde de Pierre-Buffière
      1. Aimery († 1397); ⚭ Jeanne d'Archiac; ⚭ Jeanne d'Angle
        1. Guillaume († vor 1400)
        2. Jean († vor 1437); ⚭ Jeanne de Torsay
          1. Jean († 1477); ⚭ Marguerite d’Amboise
            1. Aimery († 1516); ⚭ Jeanne de Pontville,
              1. François (1502–1569); ⚭ Renée Taveau
                1. René (1528–1587); ⚭ Jeanne de Saulx-Tavannes
                  1. Gaspard (1575–1643), Marquis de Mortemart, Prince de Tonnay-Charente; ⚭ Louise de Maure
                    1. Gabriel (1601–1675), 1650 Herzog von Mortemart, Militärgouverneur von Paris und der Île de France; ⚭ Diane de Grandseigne – Nachkommen: siehe unten

                  2. René – Nachkommen: die Marquis de Montpipeau († 1741)
                  3. Aimé († 1651), Marquis de Bonnivet – Nachkommen: († 17. Jahrhundert)

              2. Aimery, bis 1580 Bischof von Sisteron

            2. Pierre, 1493 Bischof von Saintes

          2. Louis, 1462 Bischof von Saintes

        3. Gui, 1426–1460 Bischof von Saintes

### Die Herzöge von Mortemart
1. Gabriel (1601–1675), 1650 Herzog von Mortemart, Pair von Frankreich Militärgouverneur von Paris und der Île de France; ⚭ Diane de Grandseigne – Vorfahren: siehe oben
  1. Louis-Victor (1636–1688), 2. Duc de Mortemart, Pair de France, Marschall von Frankreich,  ⚭ Antoinette de Mesmes
    1. Louis (1663–1688), General und Pair de France; ⚭ Marie-Anne Colbert, Tochter von Jean-Baptiste Colbert (Haus Colbert)
      1. Louis (1681–1746), 3. Duc de Mortemart, Pair de France, General
        1. Paul Louis (1710–1731), 4. Duc de Mortemart, Pair de France
        2. Charles Auguste (1714–1743), 5. Duc de Mortemart, Pair de France

      2. Jean-Baptiste (1682–1747), 6. Duc de Mortmart, Pair de France; ⚭ Marie-Madeleine Colbert (Haus Colbert)
        1. Jean-Baptiste Victor (1712–1771), 7. Duc de Mortemart, Pair de France,  General; ⚭ Charlotte-Nathalie de Manneville
          1. Victurnien Jean-Baptiste (1752–1812), 8. Duc de Mortemart, Pair de France; ⚭ 1782 Adélaïde de Cossé-Brissac, Tochter von Louis Hercule Timoléon de Cossé, Duc de Brissac (Cossé-Brissac)
            1. Casimir (1787–1875), 9. Duc de Mortemart, Pair de France
              1. Arthur († 1840)

          2. Victurnien-Bonaventure (1753–1823); ⚭ Adélaide Marie Céleste de Nagu
            1. Victor Louis Victurnien (1780–1834); ⚭ Anne Eléonore Pulchérie de Montmorency (1776–1863), Tochter von Anne Léon II. de Montmorency-Fosseux (Haus Montmorency)
              1. Anne Victurnienne Mathilde (1802–1887); ⚭ Edouard de Bésiade (1802–1887), 4. Duc d’Avaray
              2. Anne Victurnien René Roger (1804–1893), 1875 10. Herzog von Mortemart
              3. Anne Henri Victurnien (1806–1885); ⚭ Marie Louise Agnese Borghese
                1. François Marie Victurnien (1832–1893), 1893 11. Herzog von Mortemart
                  1. Arthur Casmir Victurnien (1856–1926), 1893 12. Herzog
                    1. François (1881–1918)
                      1. Charles Marie Louis Arthur Victurnien (1908–1961), 1926 13. Herzog
                        1. François Marie Charles Arthur Georges Victurnien (* 1930), 1961 14. Herzog

      3. Marie-Françoise; ⚭ Louis Jean Charles de Talleyrand, Prince de Chalais, Gouverneur des Berry († 1757), (Haus Talleyrand-Périgord)

    2. Gabrielle, Äbtissin von Beaumont-les-Tours
    3. Charlotte; ⚭ Henri de Lorraine, 4. Duc d'Elbœuf († 1748)
    4. Marie-Élisabeth; ⚭ Joseph François de La Croix, Marquis de Castries († 1728)
    5. Louise-Françoise, Äbtissin von Fontevrault 1704–1742
    6. Gabrielle-Victoire; ⚭ Alphonse de Blanchefort-Créquy, 6. Duc de Lesdiguières, (Haus Blanchefort)

  2. Gabrielle (1631/32–1693); ⚭ 1655 Claude Léonor Damas, Marquis de Thianges
  3. Françoise-Athénaïs, Marquise de Montespan
  4. Marie-Madeleine, Äbtissin von Fontevrault 1670–1704.

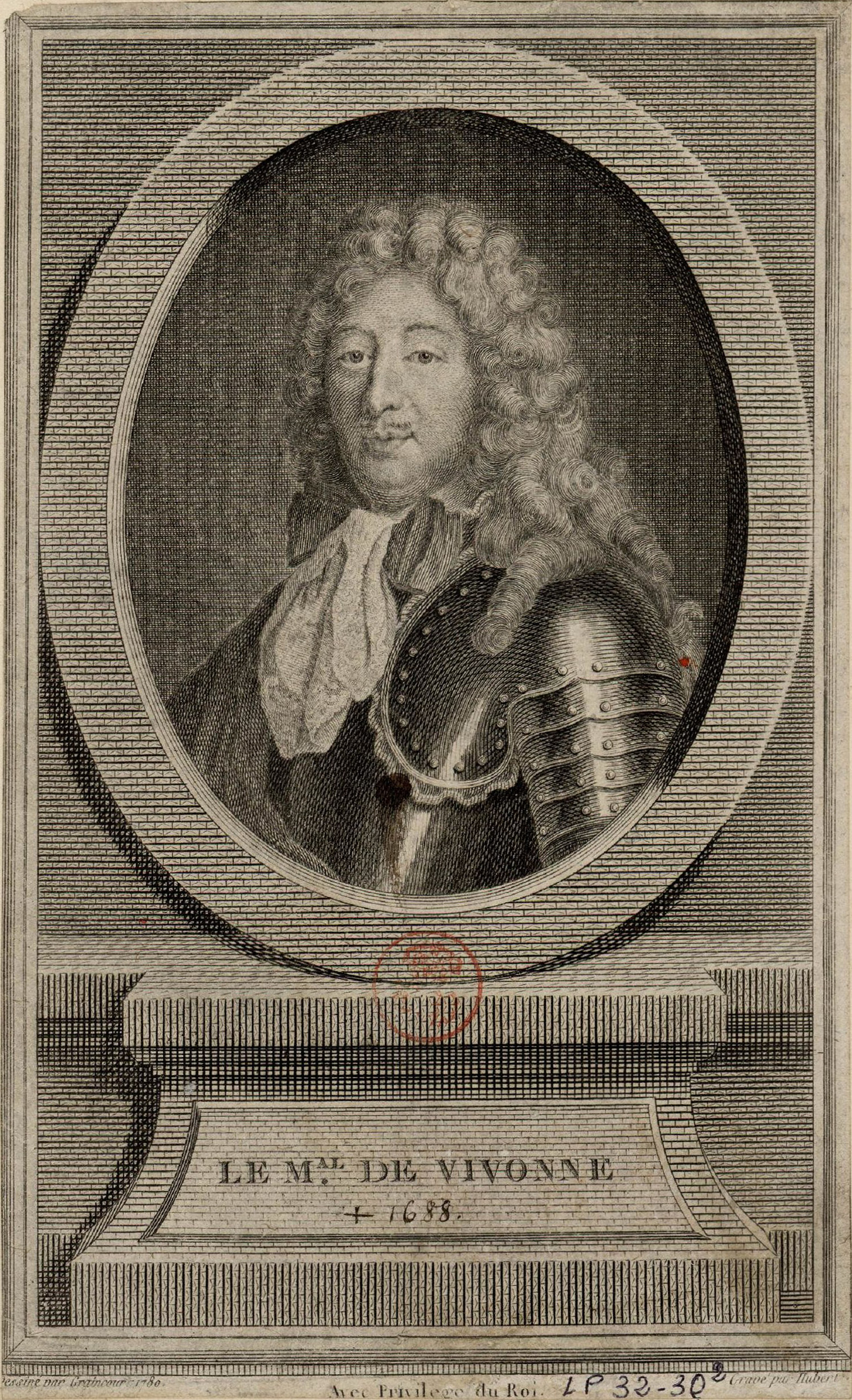
Louis Victor de Rochechouart, Herzog von Mortemart, Marschall und Pair von Frankreich (1636–1688)
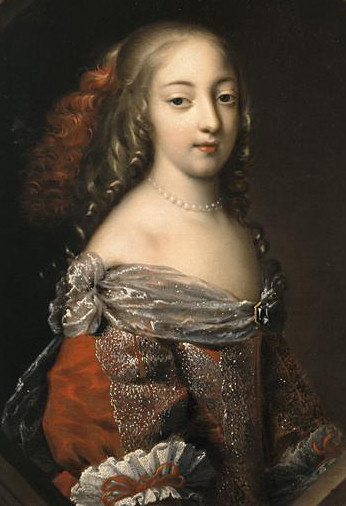
Die Marquise von Montespan, geborene de Rochechouart de Mortemart, Mätresse Ludwigs XIV. (1640–1707)